# David di Donatello 2004
La cerimonia di premiazione della 49ª edizione dei David di Donatello si è svolta il 14 aprile 2004 al Palazzo dei congressi di Roma con la conduzione di Pippo Baudo e trasmessa su Rai Uno.

## Vincitori e nominati
Vengono di seguito indicati in grassetto i vincitori.
 Miglior film 
- La meglio gioventù, regia di Marco Tullio Giordana
- Buongiorno, notte, regia di Marco Bellocchio
- Che ne sarà di noi, regia di Giovanni Veronesi
- Io non ho paura, regia di Gabriele Salvatores
- Non ti muovere, regia di Sergio Castellitto

 Miglior regista 
- Marco Tullio Giordana - La meglio gioventù
- Pupi Avati - La rivincita di Natale
- Marco Bellocchio - Buongiorno, notte
- Sergio Castellitto - Non ti muovere
- Matteo Garrone - Primo amore

 Miglior regista esordiente 
- Salvatore Mereu - Ballo a tre passi
- Andrea Manni - Il fuggiasco
- Francesco Patierno - Pater familias
- Piero Sanna - La destinazione
- Maria Sole Tognazzi - Passato prossimo

 Migliore sceneggiatura 
- Sandro Petraglia e Stefano Rulli - La meglio gioventù
- Marco Bellocchio - Buongiorno, notte
- Francesco Bruni e Paolo Virzì - Caterina va in città
- Giovanni Veronesi e Silvio Muccino - Che ne sarà di noi
- Margaret Mazzantini e Sergio Castellitto - Non ti muovere

 Migliore produttore 
- Angelo Barbagallo - La meglio gioventù
- Luigi Musini, Roberto Cicutto per Cinema11undici e RAICinema - Cantando dietro i paraventi
- Aurelio De Laurentiis - Che ne sarà di noi
- Riccardo Tozzi, Giovanni Stabilini, Marco Chimenz per Cattleya e Medusa Film - Non ti muovere
- Domenico Procacci - Primo amore

 Migliore attrice protagonista 
- Penélope Cruz - Non ti muovere
- Michela Cescon - Primo amore
- Licia Maglietta - Agata e la tempesta
- Violante Placido - Che ne sarà di noi
- Maya Sansa - Buongiorno, notte

 Migliore attore protagonista 
- Sergio Castellitto - Non ti muovere
- Giuseppe Battiston - Agata e la tempesta
- Luigi Lo Cascio - La meglio gioventù
- Silvio Muccino - Che ne sarà di noi
- Carlo Verdone - L'amore è eterno finché dura

 Migliore attrice non protagonista 
- Margherita Buy - Caterina va in città
- Anna Maria Barbera - Il paradiso all'improvviso
- Claudia Gerini - Non ti muovere
- Jasmine Trinca - La meglio gioventù
- Giselda Volodi - Agata e la tempesta

 Migliore attore non protagonista 
- Roberto Herlitzka - Buongiorno, notte
- Diego Abatantuono - Io non ho paura
- Elio Germano - Che ne sarà di noi
- Fabrizio Gifuni - La meglio gioventù
- Emilio Solfrizzi - Agata e la tempesta

 Migliore direttore della fotografia 
- Italo Petriccione - Io non ho paura
- Danilo Desideri - L'amore è eterno finché dura
- Fabio Olmi - Cantando dietro i paraventi
- Marco Onorato - Primo amore
- Fabio Zamarion - Che ne sarà di noi

 Migliore musicista 
- Banda Osiris - Primo amore
- Ezio Bosso - Io non ho paura
- Andrea Guerra - Che ne sarà di noi
- Riz Ortolani - La rivincita di Natale
- Giovanni Venosta - Agata e la tempesta

 Migliore scenografo 
- Luigi Marchione - Cantando dietro i paraventi
- Paola Bizzarri - Agata e la tempesta
- Franco Ceraolo - La meglio gioventù
- Marco Dentici - Che ne sarà di noi
- Francesco Frigeri - Non ti muovere

 Migliore costumista 
- Francesca Sartori - Cantando dietro i paraventi
- Gemma Mascagni - Che ne sarà di noi
- Elisabetta Montaldo - La meglio gioventù
- Silvia Nebiolo - Agata e la tempesta
- Isabella Rizza - Non ti muovere

 Migliore montatore 
- Roberto Missiroli - La meglio gioventù
- Francesca Calvelli - Buongiorno, notte
- Claudio Di Mauro - Che ne sarà di noi
- Patrizio Marone - Non ti muovere
- Jacopo Quadri - The Dreamers - I sognatori (The Dreamers)

 Migliore fonico di presa diretta 
- Fulgenzio Ceccon - La meglio gioventù
- Gaetano Carito - Buongiorno, notte
- Mario Iaquone - Non ti muovere
- Mauro Lazzaro - Io non ho paura
- Miguel Polo - Che ne sarà di noi

 Migliori effetti speciali visivi 
- Ubik Visual Effects - Boss Film - Cantando dietro i paraventi
- Proxima - Agata e la tempesta
- Digitrace Tech (Roma) - L'apetta Giulia e la Signora Vita
- Sergio Stivaletti - È già ieri
- LCD (Firenze) - Opopomoz
- Chinatown - Totò Sapore e la magica storia della pizza

 Miglior documentario di lungometraggio 
- Guerra, regia di Pippo Delbono
- A scuola, regia di Leonardo Di Costanzo
- L'esplosione, regia di Giovanni Piperno
- Padre Pio express, regia di Ilaria Freccia
- Segni particolari: appunti per un film sull'Emilia-Romagna, regia di Giuseppe Bertolucci
- L'uomo segreto, regia di Nino Bizzarri

 Miglior cortometraggio 
- Sole, regia di Michele Carrillo (ex aequo)
- Zinanà, regia di Pippo Mezzapesa (ex aequo)
- Aspettando il treno, regia di Catherine Mc Gilvray
- Interno 9, regia di Davide Del Degan
- Un amore possibile, regia di Amanda Sandrelli

 Miglior film dell'Unione Europea 
- Dogville (Dogville), regia di Lars von Trier (ex aequo)
- Rosenstrasse (Rosenstraße), regia di Margarethe von Trotta (ex aequo)
- Good Bye, Lenin! (Good Bye Lenin!), regia di Wolfgang Becker
- I lunedì al sole (Los lunes al sol), regia di Fernando León de Aranoa
- La ragazza con l'orecchino di perla (Girl with a Pearl Earring), regia di Peter Webber

 Miglior film straniero 
- Le invasioni barbariche (Les invasions barbares), regia di Denys Arcand
- Big Fish - Le storie di una vita incredibile (Big Fish), regia di Tim Burton
- Lost in Translation - L'amore tradotto (Lost in Translation), regia di Sofia Coppola
- Master and Commander - Sfida ai confini del mare (Master and Commander: The Far Side of the World), regia di Peter Weir
- Mystic River (Mystic River), regia di Clint Eastwood

 Premio David giovani 
- Io non ho paura, regia di Gabriele Salvatores

David speciale
- Goffredo Lombardo per i 100 anni della Titanus
- Steven Spielberg

Targa d'oro
- Peter Falk